# Emoia impar
Emoia impar (Werner, 1898) è una specie di sauro scincide diffuso sulle isole dell'Oceano Pacifico, soprattutto in Polinesia e Micronesia.
Per quanto comune in tutto il suo areale, è minacciato dalla distruzione dell'habitat, dall'introduzione di specie aliene e dall'aumento del livello marino dovuto al riscaldamento globale. È stato introdotto e naturalizzato nelle Hawaii, molto probabilmente dai primi colonizzatori polinesiani, ma è stato quasi completamente estirpato da queste isole, forse a causa dell'introduzione della formica invasiva Pheidole megacephala. È scomparso da gran parte delle isole all'inizio del ventesimo secolo, resistendo solo sulla Na Pali Coast sull'isola di Kauai fino agli anni '60. I supposti avvistamenti su Kauai fino agli anni '90 è stato scoperto essere in realtà una popolazione di Emoia cyanura introdotta negli anni '70 che è esistita per circa venti anni. Sebbene alcuni studi abbiano sostenuto che la sia specie sia stata completamente estirpata da Kauai, essa ancora esiste nelle piccole isole in mare aperto di Kalaupapa e Molokai dove ha popolazioni stabili.  Sebbene alcune fonti diano E. impar come autoctona delle Hawaii sulla base di un singolo osso fossile  l'analisi dei sedimenti nei quali l'osso è stato trovato ne indicano un'origine relativamente recente.
La specie ha una popolazione estremamente densa e florida nell'isola Flint, nell'arcipelago di Kiribati, dove la giungla umida di palme crea un ambiente perfetto per questa specie.